# The Chaperon (film 1916)
The Chaperon è un film muto del 1916 diretto da Arthur Berthelet. La sceneggiatura di H.S. Sheldon è tratta dalla commedia The Chaperon di Marion Fairfax che debuttò a Broadway il 30 dicembre 1908 al Maxine Elliott's Theatre.

## Trama
Madge Hemingway è un'ereditiera innamorata di Jim Ogden ma sua madre, alla ricerca di un titolo, la spinge a sposare il conte von Tuyle, un aristocratico senza un soldo. La vita matrimoniale non rende però felice Madge che lascia il marito e l'Europa per ritornare in patria dove incontra di nuovo Jim. Non riuscendo a reprimere i loro sentimenti, i due riprendono a vedersi. Madge, che vive nella casa della madre vicino a un lago, si allontana in canoa con Jim ma l'imbarcazione si rovescia e i due trovano riparo per la notte in un isolotto in mezzo al lago. Il conte, che è giunto anche lui nella residenza della signora Hemingway alla ricerca dalla moglie, venuto a sapere dell'accaduto, pensa subito al peggio. Così concede il divorzio a Madge che può finalmente sposare l'uomo che ama.

## Produzione
Il film fu prodotto dall'Essanay Film Manufacturing Company. Il 9 settembre 1916, Motion Picture News annunciava che il presidente della Essanay, George K. Spoor, aveva ottenuto i diritti della commedia del 1908 di Marion Fairfax.
Gran parte del film fu girato sui Monti Adirondack, nello stato di New York. Le scene ambientate a New York vennero girate a Chicago anche se si pensò di fare delle riprese nel porto di New York per riprendere delle navi a vapore oceaniche, notevolmente diverse da quelle che attraccavano a Chicago. Altre riprese in esterni furono effettuate Washington Island, sul lago Michigan.
Durante le riprese, morì un membro del cast, Richardson Cotton, che fu colpito da un'auto mentre la troupe si trovava Ephraim.

## Distribuzione
Il copyright del film, richiesto dalla Essanay Film Mfg. Co., fu registrato il 4 novembre 1916 con il numero LP9453.
Distribuito dalla K-E-S-E Service, uscì nelle sale cinematografiche statunitensi il 20 novembre 1916.
Non si conoscono copie ancora esistenti della pellicola che viene considerata presumibilmente perduta.